# Fabrice Lepaul
Fabrice Lepaul, né le 17 novembre 1976 à Épinal (Vosges) et mort le 23 mai 2020 à Strasbourg (Bas-Rhin), est un footballeur français évoluant au poste de milieu offensif.

## Biographie
En 1991, alors joueur du SA Épinal, il dispute la Coupe nationale des minimes avec la sélection de la Ligue de Lorraine. Parmi ses coéquipiers, les futurs professionnels Jean-Philippe Caillet, Youssef Moustaïd et Didier Neumann.
Fabrice Lepaul joue son premier match de première division à 16 ans lors de la saison 1993-1994 contre l'AS Cannes. Initialement remplaçant, il profite des blessures successives des ailiers gauche Franco Vignola et Bernard Diomède pour entrer en jeu. Malgré le score nul et vierge, il sera reconnu comme le meilleur joueur du match, prenant souvent de vitesse le défenseur latéral droit adverse Philippe Raschke.
Joueur promis à un bel avenir, il est victime d'un grave accident de la route en 1997 qui stoppe sa prometteuse carrière. 
Lors de la saison 1998-1999, il est prêté à l'AS Saint Étienne, alors en 2e division, où il ne parvient pas à s'imposer ni à retrouver son football.
Il joue un total de 32 matchs en Ligue 1 sous les couleurs de l'AJ Auxerre. Il dispute également 3 matchs en Ligue des Champions avec ce club.
Il meurt le 23 mai 2020 des suites d'un accident de la route à Baldenheim (Bas-Rhin).

### Famille
Son fils Estéban est également footballeur, jouant actuellement à Angers SCO, en Ligue 1.

## Carrière
- 1990-1998 :  AJ Auxerre
- 1998-1999 :  AS Saint-Étienne
- 1999- janv. 2000 :  AJ Auxerre
- janv. 2000-2000 :  AS Cannes
- 2000-2002 :  AJ Auxerre
- 2002-2003 :  SR Colmar
- 2003-2004 :  Pierrots Vauban Strasbourg
- 2004- déc. 2004 :  FCSR Obernai
- déc. 2004-2005 :  SAS Épinal
- 2005-2006 :  FCSR Obernai
- 2006-2011 :  US Baldenheim
- 2011-2012 :  AS Mussig[6]

## Palmarès

### En club
- Champion de France en 1996 avec l'AJ Auxerre
- Champion de France de Division 2 en 1999 avec l'AS Saint-Étienne
- Champion de France des moins de 17 ans en 1994 avec l'AJ Auxerre